# Peter Pisarczyk

Peter "Keys" Pisarczyk (Burlington, Vermont, 30. svibnja 1965.) američki je klavijaturista i trenutni klavijaturista sastava Lynyrd Skynyrd.
Zanimanje za glazbu pokazuje već u dobi od 4 godine kada počinje svirati klavir. 1976. se preselio u Kaliforniju i počeo svirati u svom prvom sastavu Smeagol. Iako je studirao glazbu na Berklee College of Music u Boston, Massachusetts, studij napušta 1985. Seli se u San Francisco i počinje svirati i snimati s mnogim pjevačima: Jay Lane (Primus, RatDog), Sam Andrew (Big Brother and the Holding Company), Peter Tork (The Monkees), Marty Friedman (Megadeth), Marty Balin (Jefferson Airplane/Starship) and Bill Spooner (The Tubes).
2009. se seli u Nashville i zamjenjuje umrlog Billya Powella u sastavu Lynyrd Skynyrd.

## Vanjske poveznice
- Stranice sastava Lynyrd Skynyrd